# Ассоколайское сельское поселение
Ассоколайское сельское поселение — муниципальное образование в составе Теучежского района Республики Адыгея Российской Федерации.
Административный центр — аул Ассоколай.

## Население
| 2002  | 2010  | 2011  | 2012  | 2013  | 2014  | 2015  |
| ----- | ----- | ----- | ----- | ----- | ----- | ----- |
| 1898  | ↘1862 | →1862 | ↘1861 | ↗1867 | ↘1856 | ↘1839 |
| 2016  | 2017  | 2018  | 2019  | 2020  | 2021  | 2023  |
| ↘1813 | ↘1779 | ↘1765 | ↘1734 | ↘1717 | ↘1695 | ↘1690 |
| 2024  |       |       |       |       |       |       |
| ↘1677 |       |       |       |       |       |       |

### Национальный состав
По переписи населения 2010 года из 1 862 проживающих в сельском поселении, 1 694 человека указали свою национальность:
| Национальность | %       | Численность |
| -------------- | ------- | ----------- |
| Адыгейцы       | 93,33 % | 1 581       |
| Русские        | 5,73 %  | 97          |

По данным переписи населения 2021 года из 1695 проживающих в сельском поселении, 1656 человека указали свою национальность
:
| Народ           | Численность, чел. | Доля от населения, % |
| --------------- | ----------------- | -------------------- |
| Адыги (Черкесы) | 1 546             | 93,36 %              |
| Русские         | 94                | 5,68 %               |

## Состав сельского поселения
| № | Населённый пункт | Тип населённого пункта      | Население |
| - | ---------------- | --------------------------- | --------- |
| 1 | Ассоколай        | аул, административный центр | ↘1421     |
| 2 | Красное          | село                        | ↘256      |

## Местное самоуправление
Главы сельского поселения
- Хаджалдыев Рамазан Закошуович
- Гучетль Рашид Асланбиевич